# 丁半コロコロの一発かましたれ!!
丁半コロコロの一発かましたれ!（ちょうはんコロコロのいっぱつかましたれ）は、2000年1月10日から2008年3月17日まで丁半コロコロ（西尾季隆、さがね正裕・2006年1月まで及び2008年9月以降の芸名：X-GUN）がパーソナリティを務め、東北放送で放送されていたラジオ番組である。

## 放送時間
- 番組開始～2000年3月　毎週月曜22時 - 23時30分

- 2000年4月～2004年3月　毎週月曜23時30分 - 25時
- 2004年4月～2004年9月　毎週月曜22時 - 23時30分（これ以降は『イキナリ!』枠）

- 2004年10月～2005年3月　毎週月曜22時 - 23時15分
- 2005年4月～終了　毎週月曜23時30分 - 25時

## 番組内のコーナー

### 末期のコーナー
毎週するコーナー
- サガネクラブ×ニシオクラブ（イキナリ! メールクラブ）
- イキナリスクエア『ケイタイ･新機能!･珍機能!』(旧･ドコモラジオCMコンテスト)
- アホでケッコー
- 別番組・サガネギャグ・ザ・ワールド（旧：サガネギャグ温泉）

生放送の時のみのコーナー
- メッセージかましたれ!
- 電話でしゃべってふーちゃかぴー

録音放送の時のみのコーナー
- んな〜のコーナー
- 営業マン藤森びんびん物語（旧：藤森びんびん物語）

### かつてのコーナー
- アタシの生き方杉田流
  - 杉田かおるが言ってしまいそうなことをネタにする。
- わけあって人気です
  - 後に「わけ人番長・まね○ラドン」に改題。
- はじめまして。アイドル・伊木奈りこ です。
- かましたれ・三種の神器
- なりきりクイズ『ムッツリデブの一発クイズ』
- サウンドメモリー
- 気仙沼の恐怖
- 3年E組かま八先生

## ゲスト
- バナナマン
- 号泣
- 底ぬけAIR-LINE（ノーボトム）
- スピードワゴン
- 江戸むらさき
- アンジャッシュ

## 備考
- 以前のサウンドステッカーは、長井秀和、バナナマンによるものであったが、改名に伴い、使われなくなった。現在のサウンドステッカーは江戸むらさき、スピードワゴン、ホリ、ザ・たっちの4種類が使用されている。
- 毎週各コーナーで読まれたネタの中から一番いいもの選びネタを書いた人にステッカーを送る。
- 幾度か放送時間、放送枠を変更している。宮城県ローカルの番組ではあるが、知名度から、宮城県外、東北地方以外のリスナーも多いと言われていた。
- 2012年10月から、同局で「X-GUNの激烈!ガッテム」（2013年10月現在、静岡放送、信越放送、四国放送と4局ネット）が放送開始されている。